# Góry Południowomujskie
Góry Południowomujskie (ros. Южно-Муйский Хребет) – góry w azjatyckiej części Rosji, w Buriacji; są częścią Gór Stanowych.
Leżą na północ od Płaskowyżu Witimskiego, na wschód od Gór Ikackich; pomiędzy górnym biegiem  Cypy a doliną Mui; długość pasma ok. 300 km; szerokość do 80 km; średnia wysokość 1700–2000 m n.p.m.; najwyższy szczyt Mujskij Gigant (3067 m n.p.m.).  Sfałdowane podczas orogenezy bajkalskiej; zbudowane ze skał prekambryjskich (łupki metamorficzne, gnejsy). W niższych partiach tajga modrzewiowa, w wyższych limba syberyjska i tundra górska.
W południowej części gór znajduje się Rezerwat przyrody „Dżerginskij”.